# 563 pr. n. št.
Stoletja: 7. stoletje pr. n. št. - 6. stoletje pr. n. št. - 5. stoletje pr. n. št.
Desetletja: 610. pr. n. št. 600. pr. n. št. 590. pr. n. št. 580. pr. n. št. 570. pr. n. št. - 560. pr. n. št. - 550. pr. n. št. 540. pr. n. št. 530. pr. n. št. 520. pr. n. št. 510. pr. n. št.
Leta: 569 pr. n. št. 568 pr. n. št. 567 pr. n. št. 566 pr. n. št. 565 pr. n. št. 564 pr. n. št. 563 pr. n. št. 562 pr. n. št. 561 pr. n. št. 560 pr. n. št.

## Dogodki
- rodil se je Buddha Gotama, ki je svoje življenje posvetil predvsem poučevanju in širitvi nove religije budizma